# Madison Park (New Jersey)
Madison Park est une communauté non incorporée et une census-designated place du comté de Middlesex, dans l'État du New Jersey, aux États-Unis. En 2020, elle compte une population de 8 050 habitants.